# Michel Pagliaro
Pour les articles homonymes, voir Pagliaro.
 (février 2017).
Si vous disposez d'ouvrages ou d'articles de référence ou si vous connaissez des sites web de qualité traitant du thème abordé ici, merci de compléter l'article en donnant les références utiles à sa vérifiabilité et en les liant à la section « Notes et références ».
Michel Pagliaro est né à Montréal le 9 novembre 1948. Souvent appelé  Pagliaro, ou Pag, il est un auteur-compositeur-interprète et guitariste  de rock québécois. Il est bien connu pour sa chanson J'entends frapper, qui connut un grand succès en 1972.
Alors qu'il écrit et enregistre principalement en français, il a aussi écrit des textes en anglais et fut le premier artiste canadien à figurer simultanément dans les top 40 francophones et anglophones au Canada.
Il a également collaboré avec Jacques Higelin, soit à la réalisation d'albums de celui-ci, "Aï", "Aux héros de la voltige", soit à la l'écriture de musiques avec l'artiste, Électrocardiogramme Plat, Hot Chaud et Aux Héros De La Voltige.
Il est marié avec la chanteuse Stephend.

## Biographie
C'est à l'âge de 11 ans que Michel Pagliaro reçoit sa première guitare. À partir de ses 15 ans, il se joint à différents groupes et apprend les bases du métier. En 1966, il est appelé à remplacer le guitariste du groupe Les Chanceliers; le groupe connaîtra un grand succès cette même année avec la chanson Le P'tit Poppy. Il s'agit d'une adaptation de I'm your puppet de Linden Oldham et Dan Pennington, elle a été interprétée par James and Bobby Purify, Marvin Gaye et Elton John, entre autres. Le groupe est alors formé de Michel Pagliaro à la guitare et au chant, Richard Lasnier au chant, André Parenteau à la basse et Pierre Martin à la batterie. La chanson Tu peux t'en aller, a quant à elle été adaptée du succès des Beatles de 1965, Drive my car. Michel reste avec les Chanceliers de 1966 à 1968, lorsqu'il quitte le groupe pour entreprendre une carrière solo.
À l'âge de 20 ans, Pag décide de se lancer dans une carrière solo avec la sortie de son premier album homonyme contenant les succès; Comme d'habitude et  Ton nom imprimé dans le cœur. C'est en cette même année que le chanteur enregistre un album avec la vedette de musique country Renée Martel. L'année 1970 est une année très productive: 4 albums sortiront au cours de cette année, dont l'album Pagliaro contenant les succès L'Amour est là, Pour toi pour toi et À t'aimer. C'est cette même année qu'il enregistrera ce que l'on peut considérer comme la véritable première chanson rock du Québec, avec le riff légendaire de J'ai marché pour une nation issue du film  Finalement sorti en 1971. Ce film est une réalisation de Richard Martin, sur un scénario de Jean Amadou, avec Andrée Boucher, Jacques Desrosiers, Renée Martel, Michel Pagliaro et Chantal Renaud.
En 1971 toujours, Michel Pagliaro se rend au Royaume-Uni pour enregistrer une partie de son premier album en anglais; il se rendra dans les célèbres studios d'Apple sur Savile Row, où les Beatles enregistrèrent Let It Be, pour obtenir le son désiré. Ce premier album anglophone remporte un grand succès partout au Canada avec notamment les extraits suivants: Rainshowers, Lovin' You Ain't Easy et  Some Sing, Some Dance. À la fin de l'année une nouvelle chanson en français est lancée, intitulée M'Lady, qui fut un succès. En 1972, Pagliaro frappe fort dans la belle province avec son album Pag; la chanson J'entends frapper deviendra son plus grand succès en carrière et est un classique de la musique québécoise, la chanson  Fou de toi, extraite du même album sera également un grand succès. Avec cet album, Pagliaro devient le premier artiste canadien à avoir un disque d'or dans les deux langues. À l'aise dans son rôle de vedette rock, Pagliaro va poursuivre dans ce créneau pour les années à venir; il formera également un vrai groupe rock avec Les Rockers, avec lesquels il enregistrera en 1973 le succès  Miss Ann reprise de Little Richard. Le groupe est formé de Hovaness Hagopian à la guitare solo, Billy Workman (frère de Nanette) à la guitare rythmique, aux percussions et aux chœurs, Jack Geisinger à la basse, George Lagios au piano et à l'orgue et Derek Kendricks à la batterie. C'est cette même année que sortira l'album Pagliaro Live, qui deviendra son album le plus vendu en carrière. Il y est accompagné de son groupe Les Rockers. Nanette Workman vient chanter sur la chanson Histoire d'amour avec Michel. Au cours des années suivantes, Pag enchaîne les succès avec Ti-Bidon une chanson country, What the Hell I Got qui sera reprise en français par Laurence Jalbert sous le titre Jeter un sort en 2001, Louise, Si tu voulais, Émeute dans la prison, Le temps presse, C'est comme ça que ça roule dans l'nord, T'es pas tout seul à soir et L'ennui cherche un amour. Ainsi se termine la décennie 70 pour le chanteur; il aura produit pas moins de 17 albums en 10 ans.
Les années 80 voient l'arrivée d'un nouveau courant musical, le new wave. Pagliaro, toujours soucieux d'être dans l'air du temps, change son style rock pour explorer de nouveaux horizons avec l'album Bamboo paru en 1981. Les succès Travailler, Romantique et  Quand on fait l'amour lui procureront une nouvelle génération de fans. Par la suite le chanteur s'exilera en Europe pour quelques années, où il se concentrera sur la production d'albums, dont ceux de la vedette française Jacques Higelin. De retour au Québec en 1987, Pagliaro sort deux titres en single: Dangereux et Les Bombes. Ces deux chansons seront d'énormes succès pour le chanteur qui frappe aux portes de la quarantaine. Elles seront présentes sur le dernier album inédit à ce jour de Pagliaro, Sous peine d'amour. En plus de la présence des deux hits, on retrouve également un autre grand succès de l'année 1988; L'Espion, la chanson éponyme et Héros seront également extraites de cet album.
À partir des années 1990, Michel Pagliaro se fait plus rare, bien qu'il fasse quelques spectacles ici et là. En 1995, il lance un double album compilation intitulé Hit Parade. Deux ans plus tard paraît un album compilation anglophone intitulé Goodbye Rain; la chanson titre aura un certain succès à travers le Canada. L'album contient également 4 autres inédits qui accompagnent les grands succès anglophones du chanteur. À ce jour ce sont ses dernières chansons inédites publiées. Dans les années 2000, Pagliaro change son look, se laissant pousser les cheveux et la barbe, portant un ensemble entièrement en Jeans,  et ses inévitables lunettes de soleil, ce qui deviendra sa marque de commerce pour les années à venir. Au milieu des années 2000, il engage le jeune guitariste talentueux Steve Hill qui redonne une jeunesse à ses chansons classiques. Une fructueuse tournée s'ensuivra dans les salles, les festivals et les bars de la Province. Sa nouvelle femme Stephend, rencontrée en France, assure la première partie de chacun de ses spectacles. Un spectacle sera enregistré à Québec et sortira sous forme de DVD en 2005. Pour l'instant, Pagliaro continue de se produire en spectacle avec l'énergie d'un homme de 30 ans même s'il a déjà dépassé la soixantaine. Le chanteur affirme qu'il travaille sur un nouvel album depuis plus de 15 ans et que le meilleur est à venir; même si ça fait plusieurs années qu'il en parle, jamais rien de concret n'a été annoncé concernant un nouvel album.
Michel Pagliaro participe au Festival en chanson de Petite-Vallée en 2024 en duo avec Corey Diabo.

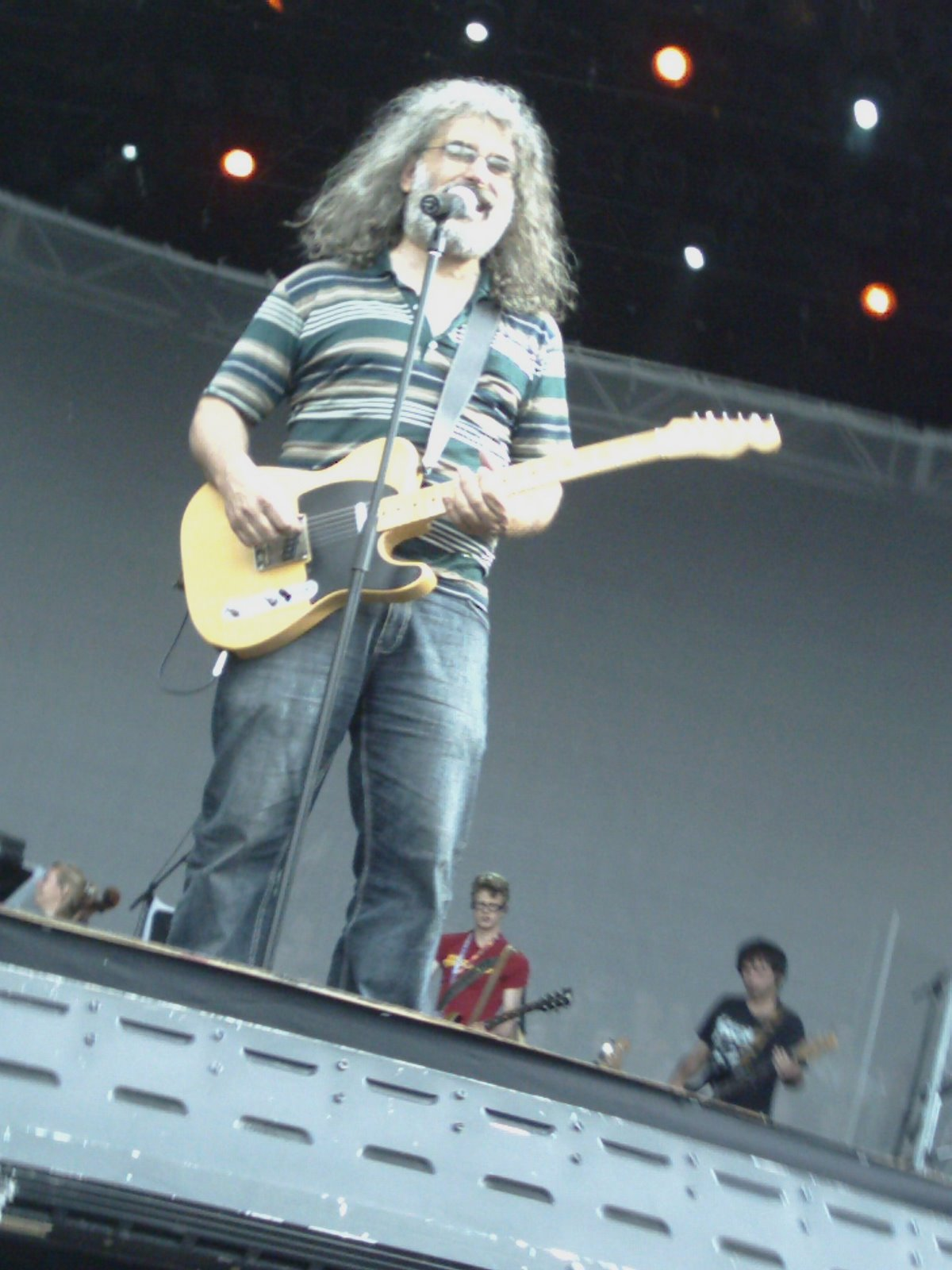
Montréal 3 août 2008
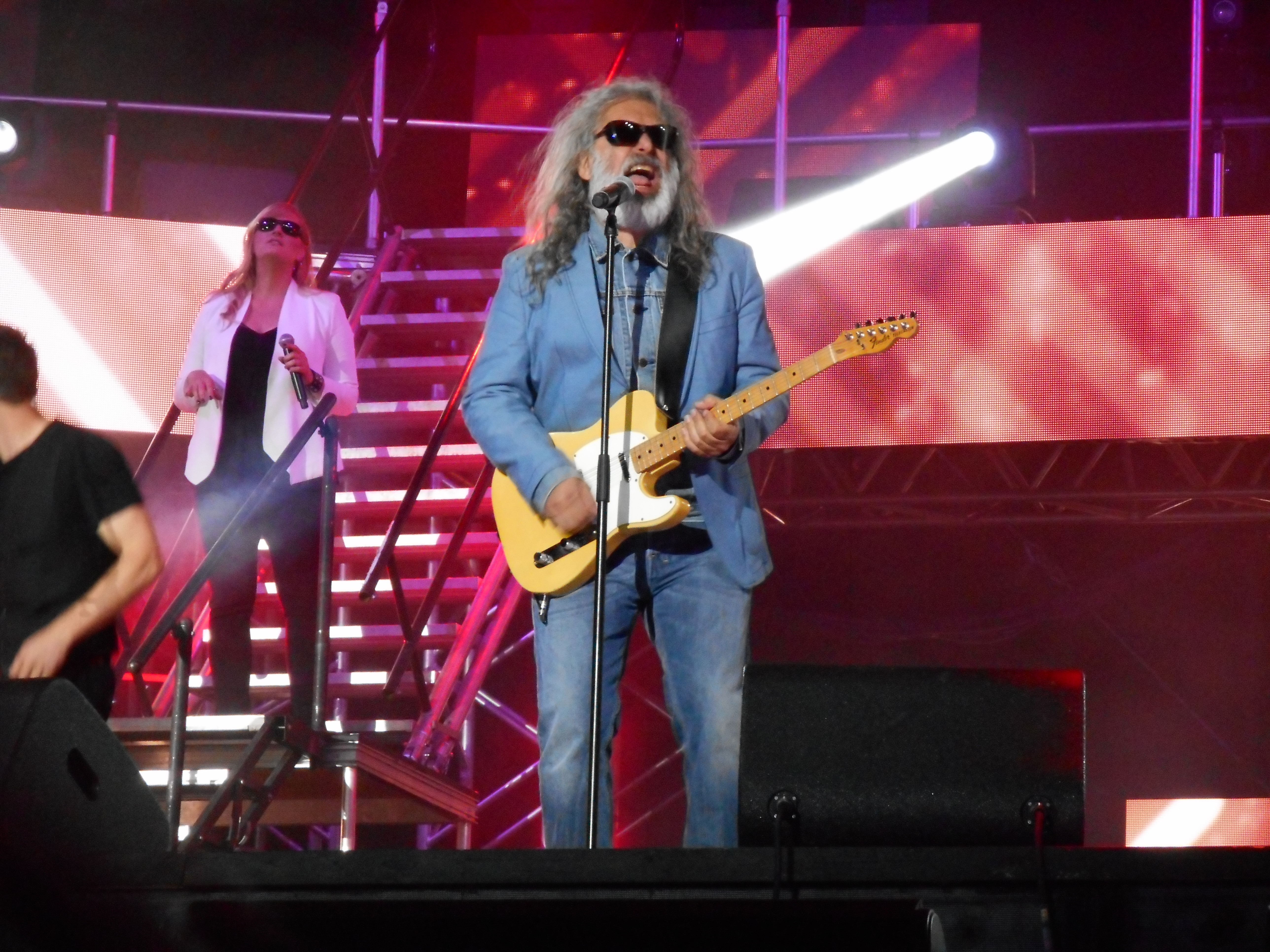
Québec, 23 juin 2016
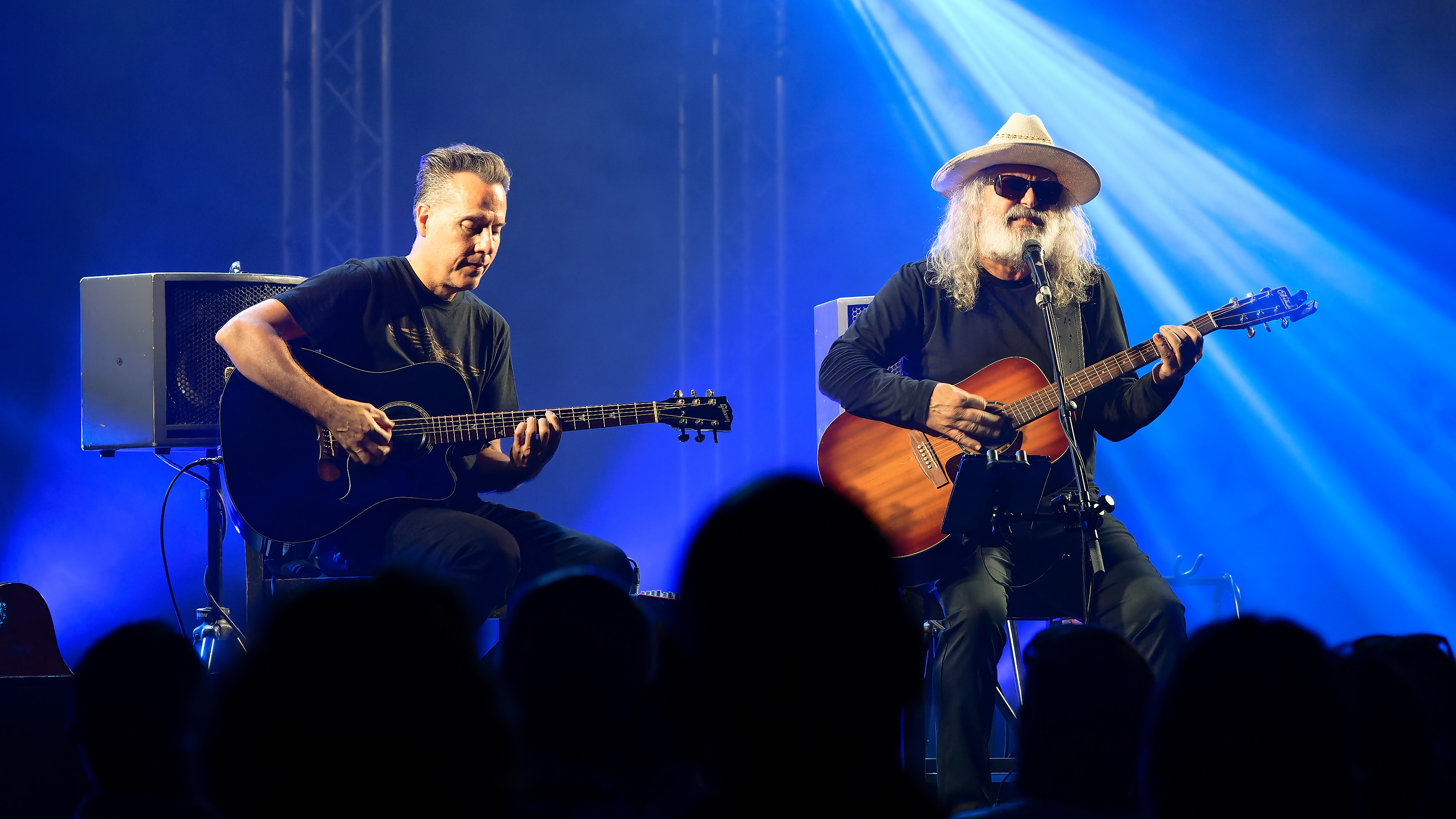
Festival en chanson de Petite-Vallée, 27 juillet 2024

## Discographie

### Albums studio
Bien que plusieurs d'entre eux partagent le même nom, la liste d'albums ci-dessous ne comporte pas de réédition.
| Année | Albums             | Maison de disques | Notes |
| ----- | ------------------ | ----------------- | --- |
| 1968  | Michel Pagliaro    | DSP International | |
| 1970  | Pagliaro           | Spectrum          | |
| 1970  | Première époque    | Spectrum          | Album reprenant pour la première fois certains simples enregistrés entre 1966 et 1970.                                       |
| 1971  | Pagliaro           | Much              | Réédité en 1976 sur étiquette Amber                                                                                          |
| 1972  | PAG                | RCA Victor        | |
| 1974  | Rockers            | RCA Victor        | |
| 1974  | Pagliaro           | RCA Victor        | |
| 1975  | Pagliaro I         | Columbia          | |
| 1975  | Pagliaro           | CBS               | |
| 1976  | Aujourd'hui        | CBS               | |
| 1977  | Time Race          | Columbia          | |
| 1978  | Rock'n roll        | Martin            | |
| 1980  | The Rockers        | RCA               | Publication européenne |
| 1981  | Bamboo             | Trans-Canada      | |
| 1988  | Sous peine d'amour | Alert Music       | Réédité en 1990, le titre « It's love » a été remplacé par « Les bombes » et « Rock somebody » par « Dangereux »; Audiogram. |

### Albums live
| Année | Albums        | Maison de disques        | Notes |
| ----- | ------------- | ------------------------ | ----- |
| 1973  | Pagliaro Live | RCA Victor               |       |
| 2005  | Live à Québec | Earth Born Entertainment |       |

### Simples
| Année | Simples | Maison de disques         | Notes                                                       |
| ----- | --- | ------------------------- | ----------------------------------------------------------- |
| 1966  | On est heureux – J'ai cru à mon rêve | RCA Victor                | Avec les Tallmud                                            |
| 1966  | Personne ne sait – Pour vous | Miracle                   | Avec Les Chanceliers                                        |
| 1966  | Tu peux t'en aller – Non ce n'est pas fini | Trans-Canada              | Avec Les Chanceliers                                        |
| 1967  | Le p'tit Poppy – La génération d'aujourd'hui | Citation                  | Avec Les Chanceliers                                        |
| 1967  | Toi jeune fille – Seul trop longtemps | Citation                  | Avec Les Chanceliers                                        |
| 1967  | Oogum boogum – La fille dont je rêve | Citation                  | Avec Les Chanceliers                                        |
| 1967  | Noel blanc – L'enfant au tambour | Citation                  | Face A par Les Chanceliers, face B par César Et Les Romains |
| 1967  | À Paris la nuit – Attends tu verras | Citation                  | Avec Les Chanceliers                                        |
| 1968  | Boule de suie – Herménégylde Godefroy | Citation                  | Avec Les Chanceliers                                        |
| 1968  | Les vacances (avec Renée Martel) – Tous les arbres sont en fleurs (par Renée Martel)                                                                            | Citation                  |                                                             |
| 1968  | Comme d'habitude – Sunny | DSP                       |                                                             |
| 1968  | Spooky – Jojo le clown | DSP                       |                                                             |
| 1968  | Ton nom imprimé sur mon cœur – Dum dum dum | DSP                       |                                                             |
| 1968  | Hey Jude – Ils dépensent tout | DSP                       | Avec François d’Assise                                      |
| 1968  | Saint Nicolas – Le petit enfant saint | DSP                       |                                                             |
| 1968  | Que le monde est beau | DSP                       | Disque promotionnel enregistré sur une face                 |
| 1969  | Comme d'habitude – Sunny – À Paris la nuit (avec les Chanceliers) – Un enfant (avec Les Chanceliers)                                                            | DSP Super 4               | Compilation                                                 |
| 1969  | Spooky (avec François d'Assise) – Jojo le clown (avec François d’Assise) – Les vacances (avec Renée Martel) – Tous les arbres sont en fleur (avec Renée Martel) | DSP Super 4               | Compilation                                                 |
| 1969  | Avec la tête, avec le cœur – Que le monde est beau | Spectrum                  |                                                             |
| 1969  | À t'aimer – Marguerite | Spectrum                  |                                                             |
| 1969  | C'est l'été – Vous | Spectrum                  | Avec Renée Martel                                           |
| 1969  | Pour toi, pour toi – Mama river | Spectrum                  |                                                             |
| 1970  | Na na hey hey goodbye – Delta lady | Spectrum                  | Avec Nanette Workman                                        |
| 1970  | L'amour est là – Toute la nuit | Spectrum                  |                                                             |
| 1970  | J'ai marché pour une nation – Oui c'est bien facile | Spectrum                  |                                                             |
| 1970  | Walking across the nation – Miami roads | Hippopotamus              |                                                             |
| 1970  | Give us one more chance – Good feelings all over | Much                      |                                                             |
| 1970  | We're dancing 'til it blows over – I wanna turn you on | Much                      |                                                             |
| 1971  | M’lady – Dans le même ton | AMI Records               |                                                             |
| 1971  | Lovin' you ain't easy – She moves light | Much                      |                                                             |
| 1972  | Mon cœur – Pagliaro | AMI Records               |                                                             |
| 1972  | Rainshowers – It ain't the way | Much                      |                                                             |
| 1972  | Revolution – Illusion | Much                      |                                                             |
| 1972  | Some sing, some dance – Magic moments | Much                      |                                                             |
| 1972  | Safari – Ayala red | Much                      | Avec le groupe Mighty                                       |
| 1972  | J'entends frapper – Chez moi | RCA Victor                |                                                             |
| 1973  | Fou de toi – Prisonnier d'enfer | RCA Victor                |                                                             |
| 1973  | Run along, baby – You gotta make it | Much                      |                                                             |
| 1973  | Sure, maybe – Northern star | Much                      |                                                             |
| 1973  | Miss Ann – Notre côté B | Much                      | Avec les Rockers                                            |
| 1974  | Faut tout donner – Histoire d'amour | RCA Victor                |                                                             |
| 1974  | Killing time – It's all over now | RCA Victor                |                                                             |
| 1974  | Toute la nuit – Plus fort | Quinze cent trente quatre |                                                             |
| 1974  | Bébé tu m'fais flipper quand tu joues mon gazou – Illusion | RCA Victor                |                                                             |
| 1975  | Ti-bidon – Fièvre des tropiques | RCA Victor                |                                                             |
| 1975  | Ça va brasser – Comment | RCA Victor                |                                                             |
| 1975  | Comme d'habitude – Avec la tête, avec le cœur | Millionnaires             | Réédition, enregistrements déjà parus                       |
| 1975  | Pour toi, pour toi – À t'aimer | Millionnaires             | Réédition, enregistrements déjà parus                       |
| 1975  | J'entends frapper – Fou de toi | Millionnaires             | Réédition, enregistrements déjà parus                       |
| 1975  | Ti-Bidon – Mon cœur | Millionnaires             | Réédition, enregistrements déjà parus                       |
| 1975  | J'ai marché pour une nation – Ton nom imprimé dans mon cœur | Millionnaires             | Réédition, enregistrements déjà parus                       |
| 1975  | M'lady – L'amour est là | Millionnaires             | Réédition, enregistrements déjà parus                       |
| 1975  | What the hell I got – Get down | Columbia                  |                                                             |
| 1975  | Dans la peau – El chicano | CBS                       |                                                             |
| 1975  | J'entends frapper – Dans la peau | CBS                       | Publication européenne                                      |
| 1975  | I don't believe it's you – Walking the dog | Columbia                  |                                                             |
| 1976  | Louise – Nobody | Columbia                  |                                                             |
| 1976  | Louise – Château d'Espagne | CBS                       |                                                             |
| 1976  | Émeute dans la prison – Si tu voulais | CBS                       |                                                             |
| 1976  | Louise – Si tu voulais | CBS                       | Publication européenne                                      |
| 1976  | Last night – Last night | CBS                       |                                                             |
| 1976  | Last night – Cross your heart | Columbia                  |                                                             |
| 1977  | Aujourd'hui – Harpo | CBS                       |                                                             |
| 1977  | Dock of the bay – Dock of the bay | CBS                       |                                                             |
| 1977  | Dock of the bay – Laser gypsy | CBS                       |                                                             |
| 1977  | Gloire à nous – C'est ma fête | CBS                       |                                                             |
| 1977  | Time race – Time race | CBS                       |                                                             |
| 1977  | Time race – Tied on | CBS                       |                                                             |
| 1977  | Le temps presse – Time race | CBS                       |                                                             |
| 1977  | Le temps presse – Rock'n roll | CBS                       | Publication européenne                                      |
| 1977  | Happy together – Say you will | Columbia                  |                                                             |
| 1978  | Spider woman – The stripper | Plastic Poison            |                                                             |
| 1978  | T'es pas tout seul à soir – L'ennui cherche l'amour | Disques Martin            |                                                             |
| 1978  | C'est comme ça que ça roule dans l'nord – Le p'tit train | Disques Martin            |                                                             |
| 1982  | Travailler – Soleil pour des lunes | Trans-Canada              |                                                             |
| 1982  | Bamboo – Romantique | Trans-Canada              |                                                             |
| 1982  | Quand on fait l'amour – Cinéma | Trans-Canada              |                                                             |
| 1982  | Cadillac – Palisades boogie | Trans-Canada              |                                                             |
| 1982  | Romantique – Cadillac | RCA                       | Publication européenne                                      |
| 1983  | Body mind soul – Poison in the heart | Big Beat                  | Publication européenne                                      |
| 1983  | Rock Billy rock – Travailler | Big Beat                  | Publication européenne                                      |
| 1987  | Les bombes – Dangereux | Aquarius                  |                                                             |
| 1988  | L'espion – Insomnie | Alert                     |                                                             |
| 1988  | Coup de cœur – It's love | Alert                     |                                                             |
| 1988  | Héros – Juke box | Alert                     |                                                             |
| 1990  | Sous peine d'amour – Instrumental | Audiogram                 |                                                             |
| 1990  | Une vie à vivre – Instrumental | Audiogram                 |                                                             |

### Compilations
| Année | Albums           | Maisons de disques               | Notes                   |
| ----- | ---------------- | -------------------------------- | ----------------------- |
| 1970  | Rock 'n roll     | Citation                         |                         |
| 1971  | Michel Pagliaro  | Trans-World                      |                         |
| 1972  | M'Lady           | Trans-World                      |                         |
| 1973  | 21 disques d'or  | Les Archives du Disque Québécois |                         |
| 1975  | 17 grands succès | Production Multi-Pop             |                         |
| 1981  | PAG              | Big Beat                         | Publication européenne  |
| 1982  | ROCK avec PAG    | K-Tel                            |                         |
| 1987  | Avant            | Aquarius                         |                         |
| 1995  | Hit Parade       | Audiogram                        | 2 CD                    |
| 1997  | Goodbye Rain     | Disques @                        |                         |
| 2000  | Pag              | Mediarock                        |                         |
| 2011  | Tonnes de flashs | Musicor                          | Coffret de 13 CD        |
| 2015  | Greatest Hits    | MediaRock                        | 10 chansons anglophones |

### Collaborations et performances en tant qu'artiste invité
- 1967 Les Chanceliers (Citation); Réédité partiellement en 1969 Le P'tit Poppy (Tradition)
- 1968 Reels Psychadeliques, vol. 1 (avec Ouba) (Revolution)
- 1968 Reels Psychadeliques, vol. 2 (avec Ouba) (Revolution)
- 1971 Pagliaro & Martel (avec Renée Martel) (Trans-World, Compilation)
- 1972 Michel Pagliaro et les Chanceliers (Tradition, Compilation)
- 1975 Patof - Patof Rock. Michel Pagliaro : guitares électriques (non-crédité) (Campus)
- 1993 Au nom de l'amour. Héros (nouvelle version); Au nom de l'amour (avec le groupe). (Autre titres par divers interprètes) (Au Nom de l'Amour)
- 1994 Jacques Higelin - Aux héros de la voltige. Michel Pagliaro : guitares électriques sur tout l'album; arrangements pour Le Berceau De la Vie; musique pour Électrocardiogramme Plat, Hot Chaud et Aux Héros De La Voltige (EMI)
- 2001 Freak Out Total (avec Ouba) (Gear Fab, Compilation)
- 2005 Jacques Higelin - Entre 2 gares (Compilation). Michel Pagliaro : guitares (EMI)

### En tant que producteur
- 1985 Jacques Higelin - Aï. Michel Pagliaro : production et mixage (Pathé).

## Filmographie
- 1971 : Finalement - Film de Richard Martin, Michel joue un petit rôle dans ce film. Un photographe français, joué par Jacques Riberolles, de passage à Montréal, s'éprend d'une jeune serveuse - Chantal Renaud - qu'il prendra comme modèle au grand dam de sa commanditaire, amoureuse de lui. Avec Andrée Boucher, Jacques Desrosiers, Renée Martel, Monique Mercure, Jacques Normand, etc. Musique : Jerry Devilliers et George Lagios.

## Lauréats et nominations

### Gala de l'ADISQ

#### artistique
| Année | Catégorie                           | Pour                   | Résultat   |
| ----- | ----------------------------------- | ---------------------- | ---------- |
| 1979  | disque de l'année / rock            | Pagliaro Rock 'n' Roll | nomination |
| 1988  | interprète masculin de l'année      | Michel Pagliaro        | nomination |
| 1989  | auteur et/ou compositeur de l'année | Michel Pagliaro        | nomination |
| 1989  | interprète masculin de l'année      | Michel Pagliaro        | nomination |
| 1989  | microsillon de l'année - rock       | Sous peine d'amour     | nomination |
| 1989  | spectacle de l'année - rock         | Michel Pagliaro        | nomination |

#### industriel
| Année | Catégorie                        | Pour | Résultat   |
| ----- | -------------------------------- | --- | ---------- |
| 1989  | arrangeur de l'année             | Michel Pagliaro pour Sous peine d'amour de Michel Pagliaro                                              | nomination |
| 1989  | réalisateur de disque de l'année | Michel Pagliaro pour Sous peine d'amour de Michel Pagliaro                                              | nomination |
| 1990  | réalisateur de disque de l'année | Paul Pagé, Michel Pagliaro et Rock et Belles Oreilles pour Pourquoi chanter? de Rock et Belles Oreilles | nomination |
| 1999  | réalisateur de disque de l'année | Lilison Corderio et Michel Pagliaro pour Bambatulu de Lilison Di Kinara                                 | nomination |

### Prix Juno[6]
| Année | Catégorie                      | Pour            | Résultat   |
| ----- | ------------------------------ | --------------- | ---------- |
| 1975  | interprète masculin de l'année | Michel Pagliaro | nomination |